# Gülüç Çayı
Pour les articles homonymes, voir Gülüç.
La rivière de Gülüç (Gülüç Çayı) est coupée par les barrages de Kızılcapınar et de Gülüç. Elle est aussi appelée Aydınlar Çayı et Kızlar Çayı.